# Coop (Niederlande)
Coop (Eigenschreibweise: coop) ist eine in den Niederlanden landesweit vertretende Marke für Supermärkte. Die Markenrechte liegen bei der Unternehmensgruppe Van Tol. Bis Ende Juli 2025 betrieb die Coop Supermarkten B.V., ein 1891 im niederländischen Zaandam gegründete Einzelhandelsunternehmen, Coop-Märkte, die heute zum Großteil als Plus-Märkte flaggen. Sowohl Van Tol Retail, als auch Coop Supermarkten B.V., das seinen Sitz heute in Utrecht hat, ist Mitglied der Einkaufsgemeinschaft Superunie ist.

## Geschichte

### Genossenschaftliche Anfänge, Fusionen und Zerschlagung (1865–2001)

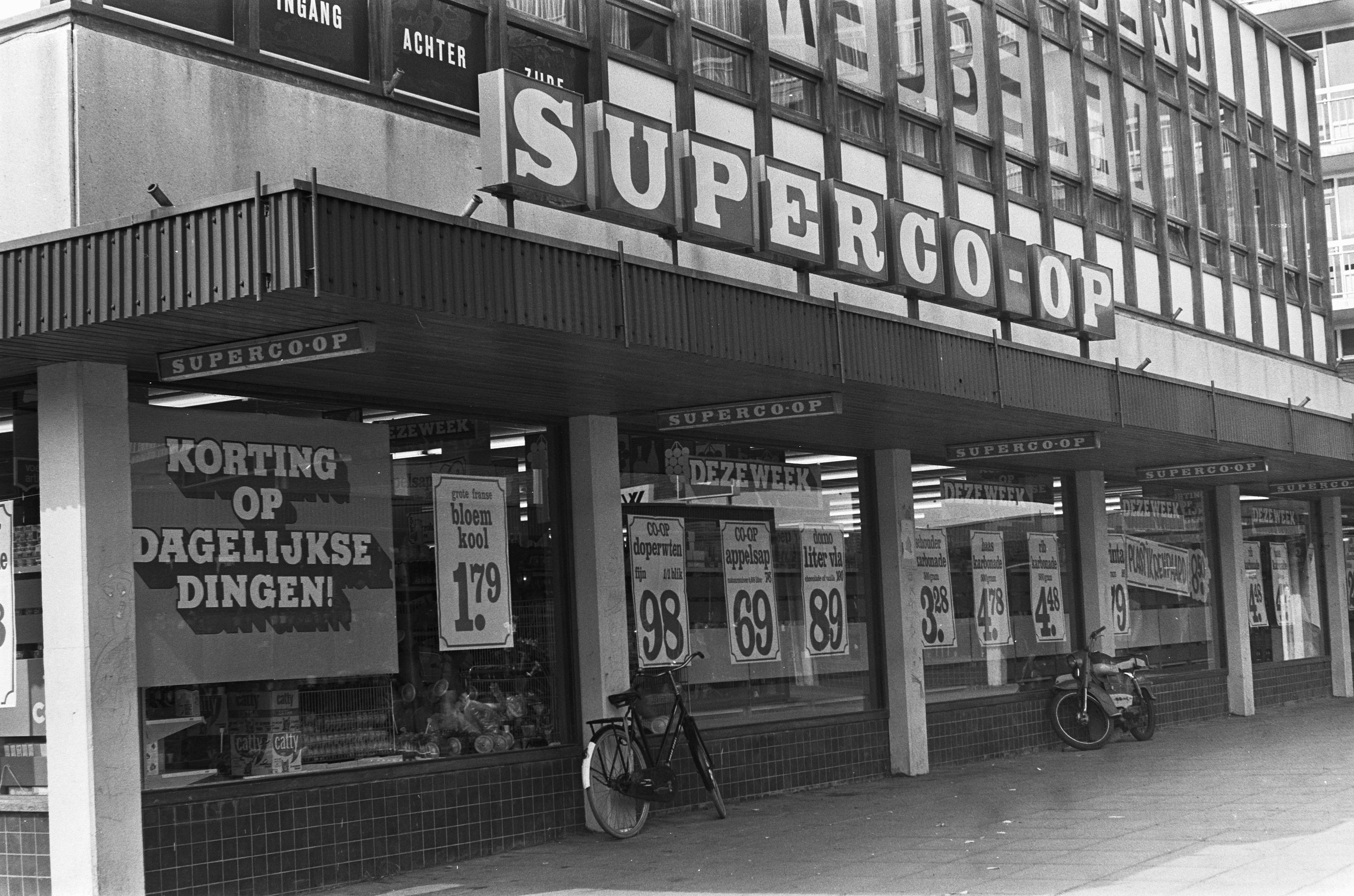
Der Superco-op in Waterlandplein, Amsterdam-Noord im März 1973

Coop ist nach den genossenschaftlichen Aspekten des Unternehmens benannt. Bereits 1865 wurde in Zaandam eine erste Genossenschaft gegründet. In den folgenden Jahren und Jahrzehnten schlossen sich diese zur HAKA (Handelskammer) zusammen. 1947 fusionierte die HAKA mit der Cooperative Association Centrale der Nederlandse Verbruikscoöperaties Co-op Nederland (dt.: Genossenschaftsverband niederländischer Konsumgenossenschaften Co-op Nederland). Die Genossenschaft war vor allem als zentrale Organisation angesehen worden und diente u. a. für den zentralen Einkauf.
Als in den 1960er-Jahren andere Verkaufsformate wie unternehmensgeführte Supermärkte und Discounter die Vorreiterrolle übernahmen, wurde der Zusammenschluss der lokalen und regionalen Konsumgenossenschaft in einer gemeinsamen Coop Nederland avisiert. So bestanden 1966 nur noch 18 große (lokale und regionale) sowie 16 kleine (im ländlichen Raum tätige) Konsumgenossenschaften. Zu dieser Zeit bestand rund 850 Genossenschaftsläden, darunter rund 150 Supermärkte und 200 Selbstbedienungsläden.
Die Fusion Anfang der 1970er-Jahre zur Coop Nederland kam jedoch zu spät. 1973 erfolgte die Zerschlagung, Produktionsstätten und Verkaufsflächen gingen an die Konkurrenz. Von der Fusion und dem Untergang blieben die unabhängigen Genossenschaft Coop Zaanstreek-Kennemerland und Coop Gelderland verschont, die sich 1982 zur Co-op '82 zusammenschlossen. Die Co-op 82' wurde gemäß der Satzungsänderung 1999 in Coop Nederland umbenannt.

### Zusammenschluss mit Codis und weiteres Wachstum (2001–2021)

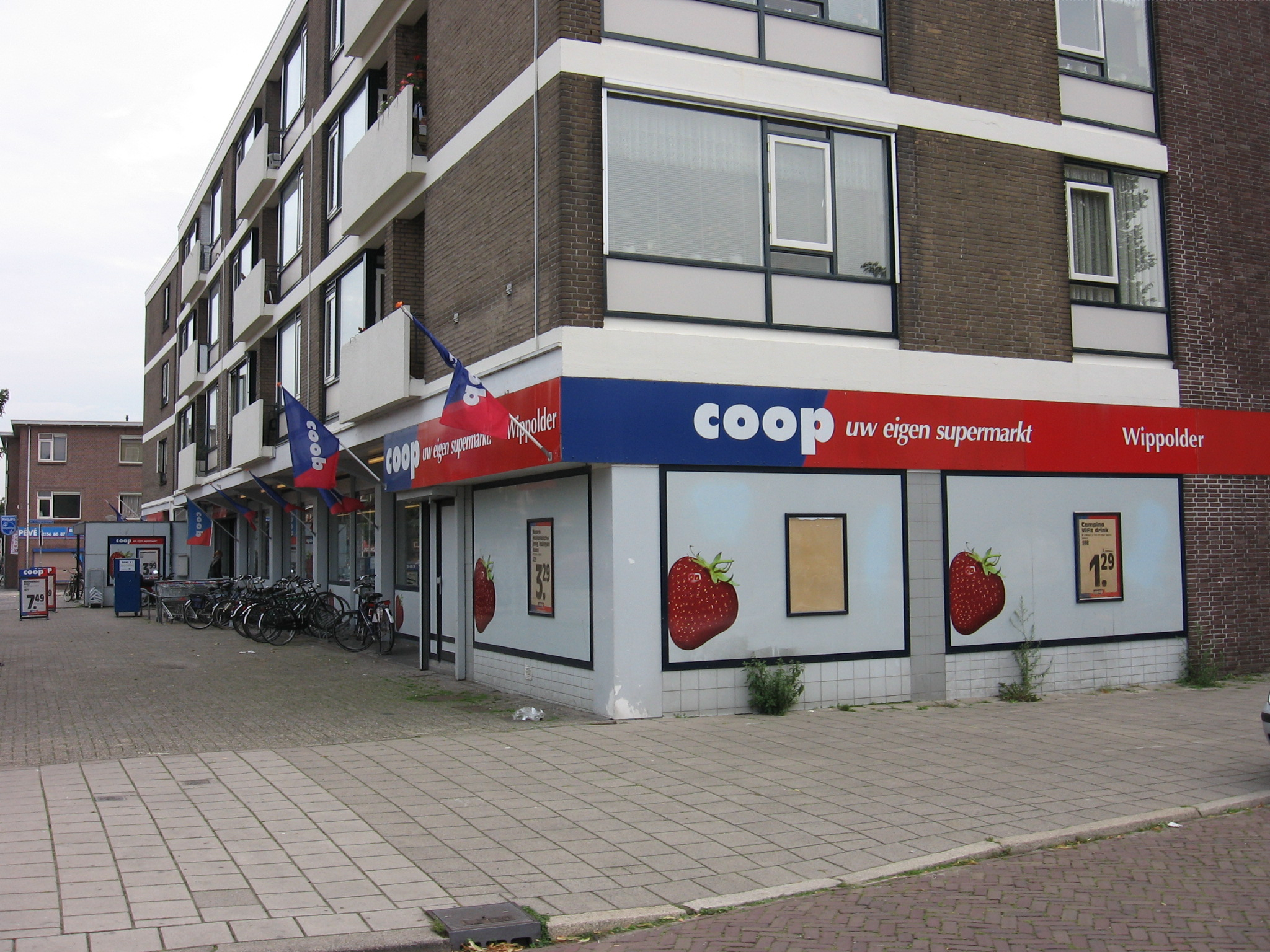
Ein coop-Markt im Jahr 2006 in Delft

2001 fusionierte das Unternehmen mit dem Großeinkäufer Codis zu CoopCodis. Unter der Marke Supercoop wurde im September 2004 ein neues Konzept lanciert. Der erste Supercoop-Markt eröffnete im gleichen Monat in Arnhem, weitere Märkte folgten bis Jahresende in Ruurlo, Wijchen und Wormerveer. Jenes Jahr wurde ein Umsatz von 451 Millionen Euro erwirtschaftet. Zu diesem Zeitpunkt bestanden 134 Standorte. Neben den vier Supercoop-Filialen waren dies 86 Coop- und 44 CoopCompact-Märkte.
Das folgende Geschäftsjahr 2005 konnte mit einem Umsatz von 485 Millionen Euro abgeschlossen werden. Einer der Gründe der Umsatzsteigerung war die Übernahme von elf De Witkomart-Filialen im gleichen Jahr. Weitere Übernahmen folgten bereits 2006, als mehrere Edah-Filialen zum Filialnetz von CoopCodis hinzukamen. Der Umsatz konnte gegenüber 2006 von 545 Millionen Euro auf 684 Millionen Euro im Jahr 2007 gesteigert werden. Neben Standorten von Albert Heijn wurden auch Filialen von Super de Boer übernommen.
Im Februar 2008 betrieb CoopCodis 87 Coop-, 54 CoopCompact- und 39 Supercoop-Standorte. Zum 1. Januar 2010 wurde der Name von CoopCodis in Coop geändert. Im gleichen Zug wurde das aktuelle Logo eingeführt und die Corporate Identity überarbeitet. Im November des gleichen Jahres wurde die 200. Filiale eröffnet. Am Ende des Jahres betrug der Marktanteil von Coop 2,5 %. Es konnten 785 Millionen Euro umgesetzt werden.
Am 2. Juni 2018 gab Sligro den Verkauf von Emté und die Übernahme aller 130 Emté-Filialen an ein Konsortium mit Mitbewerber Jumbo bekannt. Dabei erhielt Coop den Zuschlag für 51 Emté-Filialen, die restlichen 79 Filialen gingen an Jumbo. Bis zum 1. Juni 2019 wurden die letzten Standorte unter Emté geführt und anschließend umgeflaggt.

### Fusion mit Plus und Weiterführung der Marke (2021–)

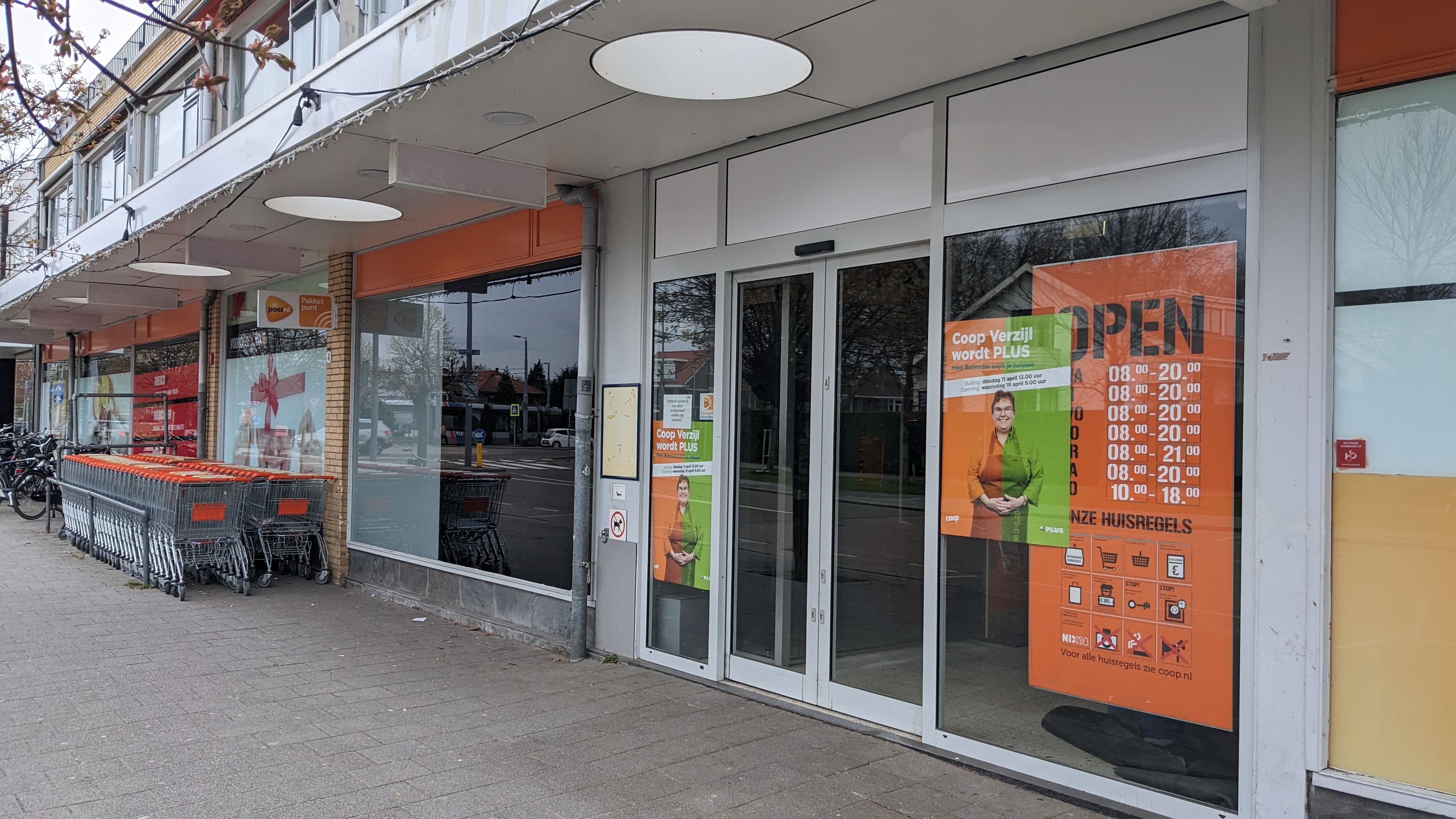
Ein im April 2023 geschlossener Coop-Markt in Rotterdam. Im Schaufenster weisen Plakate auf die Umflaggung auf Plus hin.

Am 6. September 2021 wurde bekannt, dass sich die Supermarktketten Plus und Coop auf eine Fusion geeinigt haben. Die Geschäfte werden unter dem Namen Plus weitergeführt, der Name Coop verschwindet. Es war erwartet worden, dass die kombinierte Organisation Anfang 2022 ihren Betrieb aufnimmt. Im Herbst 2021 wurde die Verlagerung des Hauptsitzes von Velp nach Utrecht bekannt. Bis Ende 2023 schloss der alte Hauptsitz.
Im Dezember 2024 wurde eine Vereinbarung zwischen der Boon Food Group und Plus geschlossen. Diese sah die Übernahme von 21 Coop-Standorten vor, die von Plus nicht weiterbetrieben werden können. Während einige Filialen ab April 2025 eines der Konzepte der Boon Food Group übernommen hatten, werden andere Filialen vorerst weiterhin als Coop am Markt auftreten. Dies wird durch eine bei der Boon-/Plus-Vereinbarung erteilte Lizenz zur Namennutzung möglich.
Im April 2025 folgte zudem die Bekanntgabe, dass elf Standorte von Coop-Kaufleuten zu Van Tol wechseln. Zeitgleich übernahm Van Tol die Markenrechte an Coop. Bis Ende Juli 2025 schlossen die letzten Coop-Filialen, die von Coop bzw. Plus betrieben worden. Jene Filialen, die nun zur Boon Food Group gehören und von ihr beliefert werden, wird vor den Markennamen Coop das Wort Gewoon (dt.: gewohnt/normal) vorangestellt. Der erste Gewoon Coop Compact-Markt eröffnete am 2. April 2025 in Achtmaal in der Provinz Nord-Brabant. Der letzte Gewoon Coop-Markt eröffnete am 1. August 2025 in Sint Jansklooster in der Provinz Overijssel.

## Handelsmarken

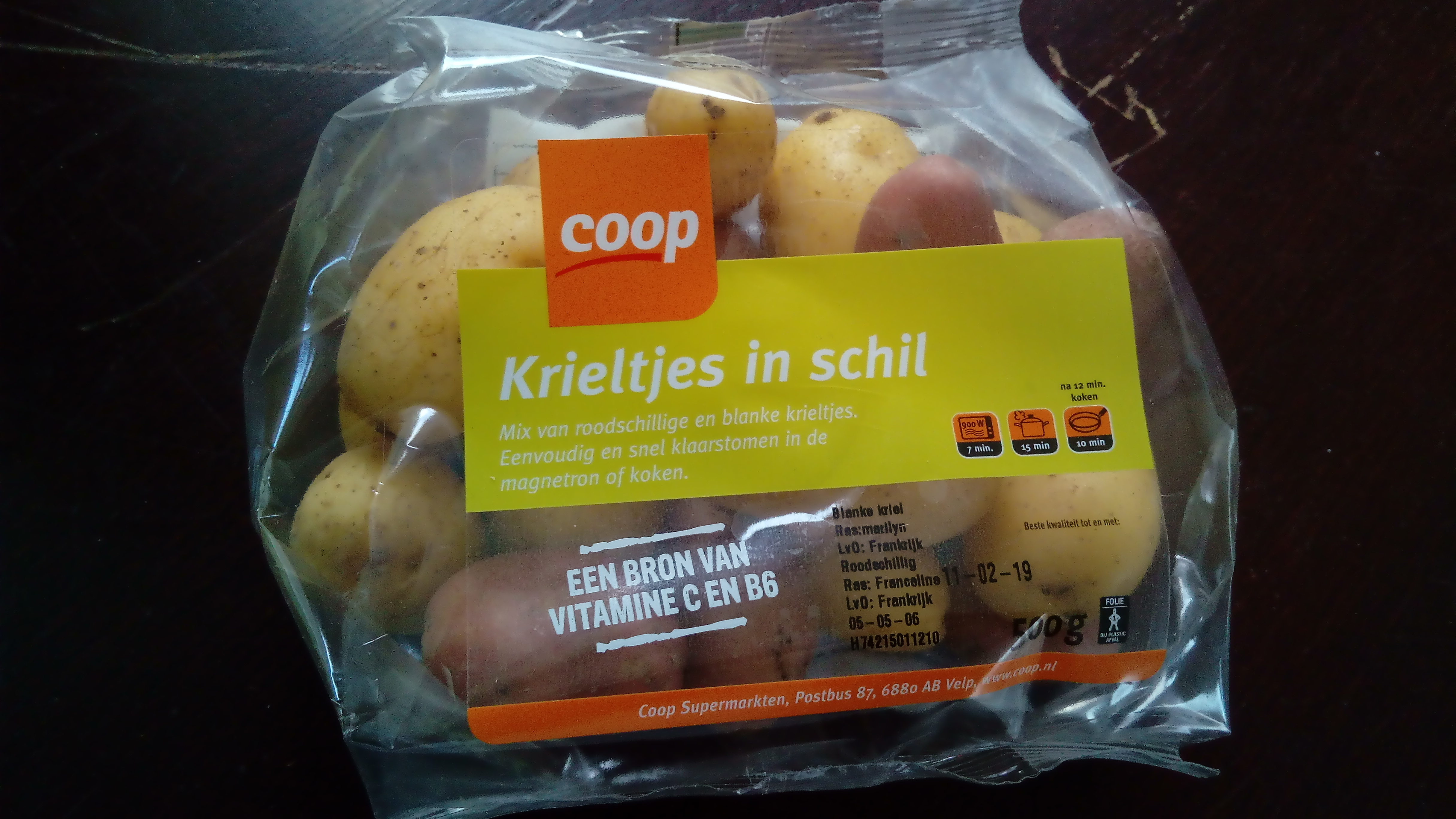
Kartoffeln der Handelsmarke Coop im Februar 2019

Coop führte mehrere Handelsmarken. Ab Ende Juni 2016 führte man, neben Emté, als erstes Superunie-Mitglied die Eigenmarke G'woon ein, die die Superunie-Handelsmarke Markant ersetzte. Zum damaligen Zeitpunkt führte man u. a. mit Coop und Top! weitere Handelsmarken. Ab April 2021 wurde Top! durch Trots van Coop (dt.: Stolz von Coop) ersetzt, die Handelsmarke Coop erhielt zum gleichen Zeitpunkt ein neues Design.

## Vertriebslinien
Coop Supermarkten betreibt mehr als 300 Filialen in verschiedenen Vertriebslinien:
- Coop
- CoopCompact
- Coop Vandaag (deutsch: Coop heute)

Von September 2004 bis 2014 betrieb Coop Filialen auch unter der Vertriebslinie Supercoop.

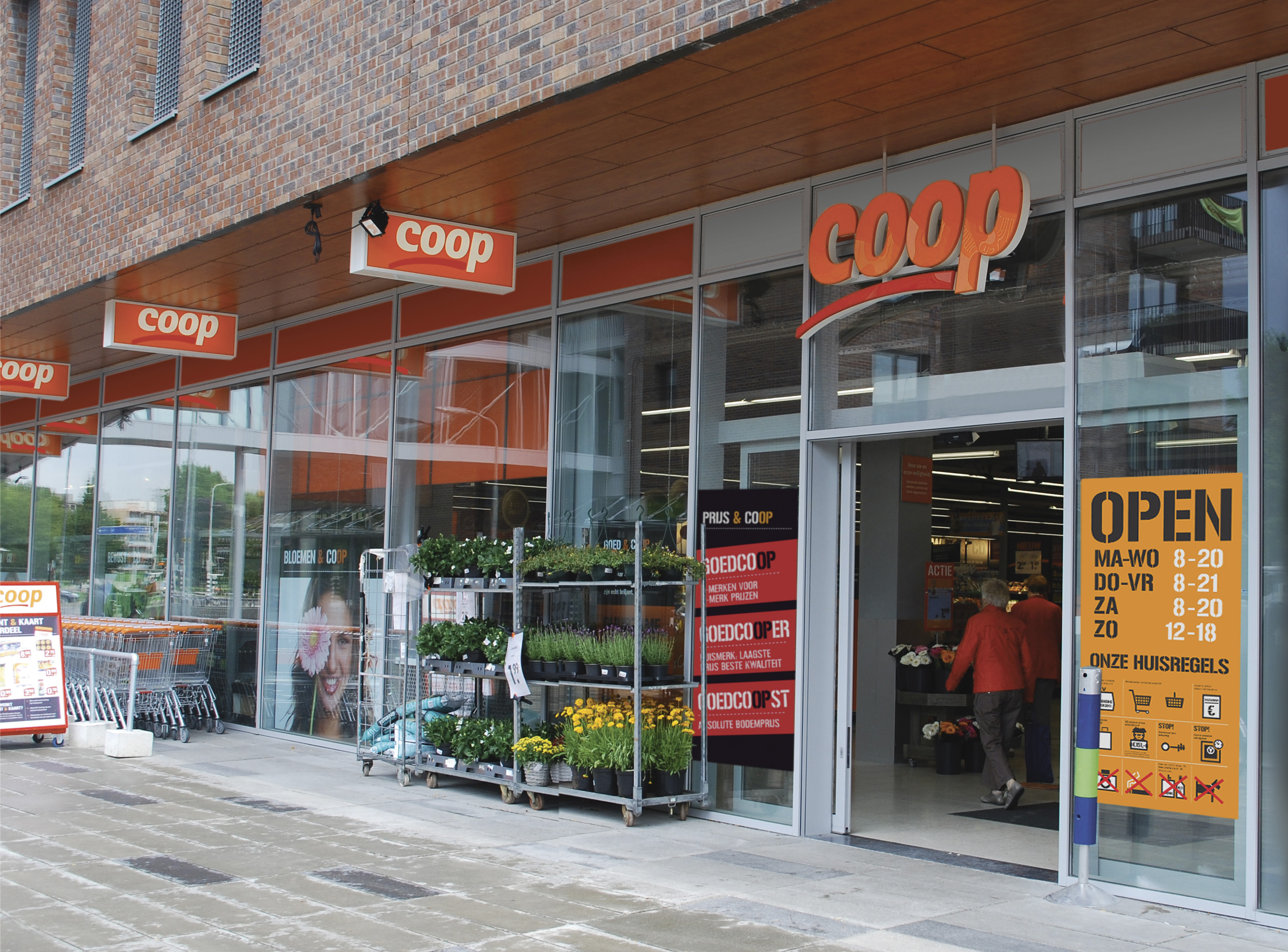
Ein Coop-Markt in Velp im Jahr 2012
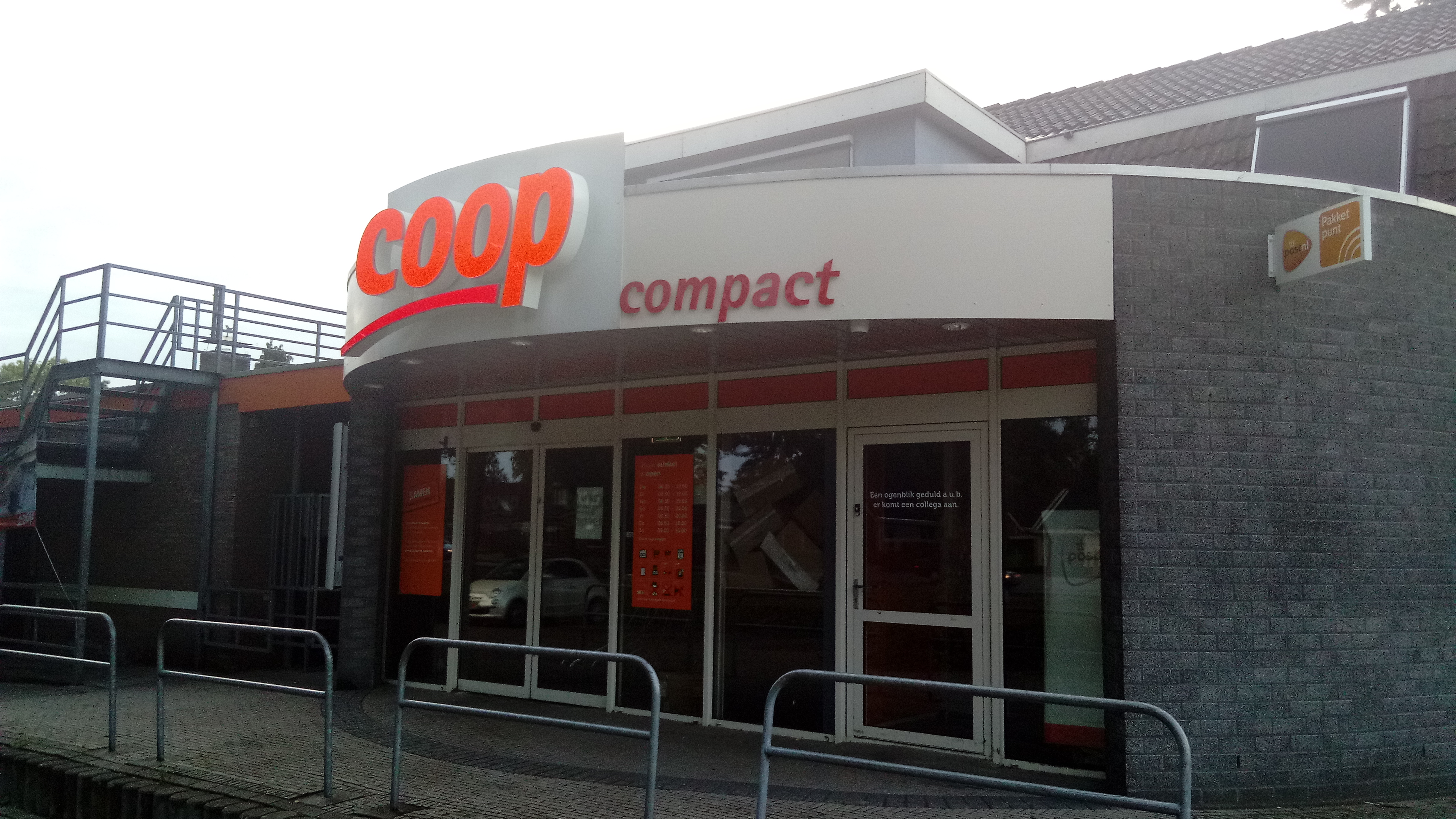
Ein CoopCompact-Markt in Nieuw-Dordrecht im Jahr 2019
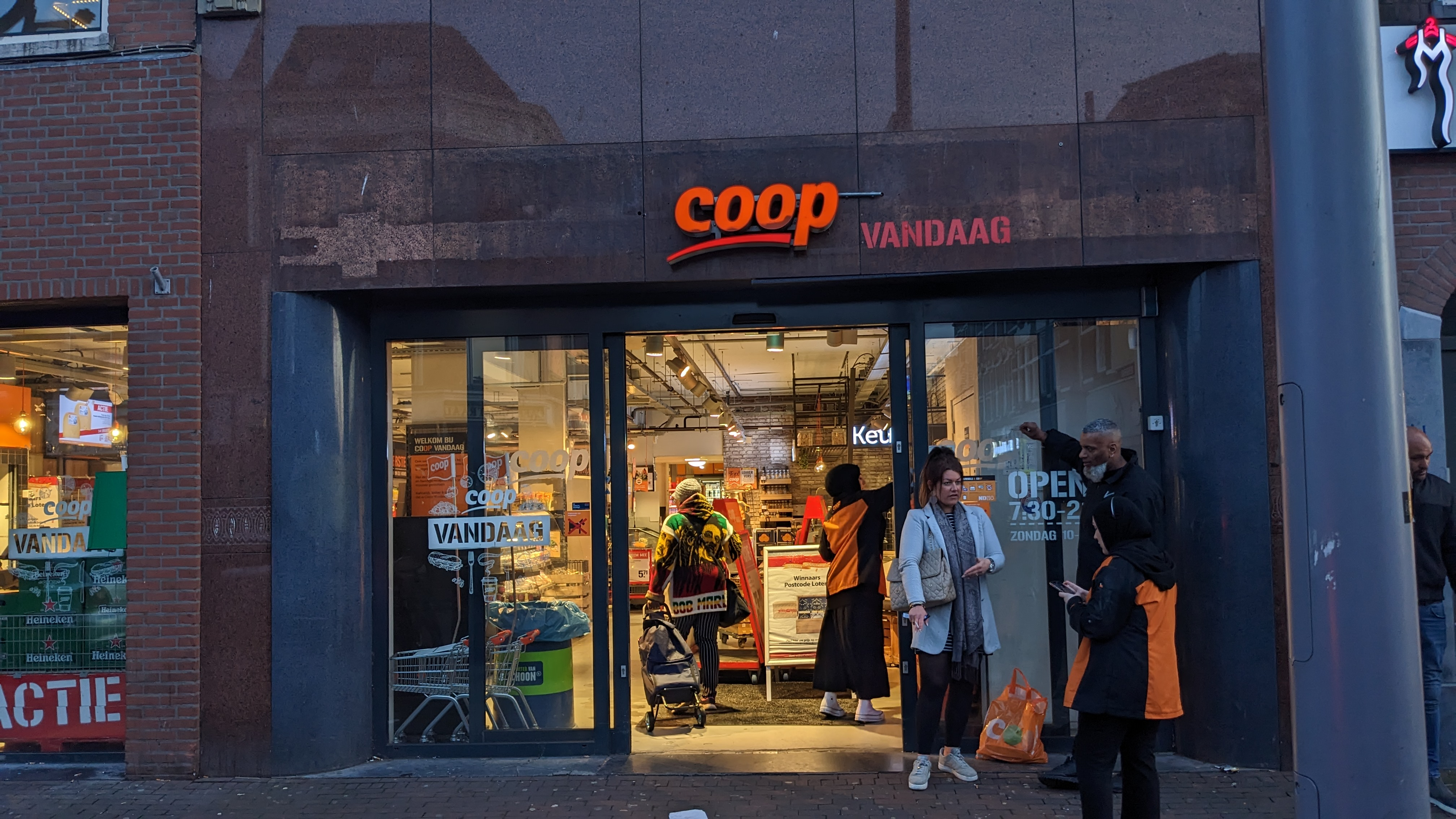
Ein Coop Vandaag-Markt in Rotterdam im Jahr 2023
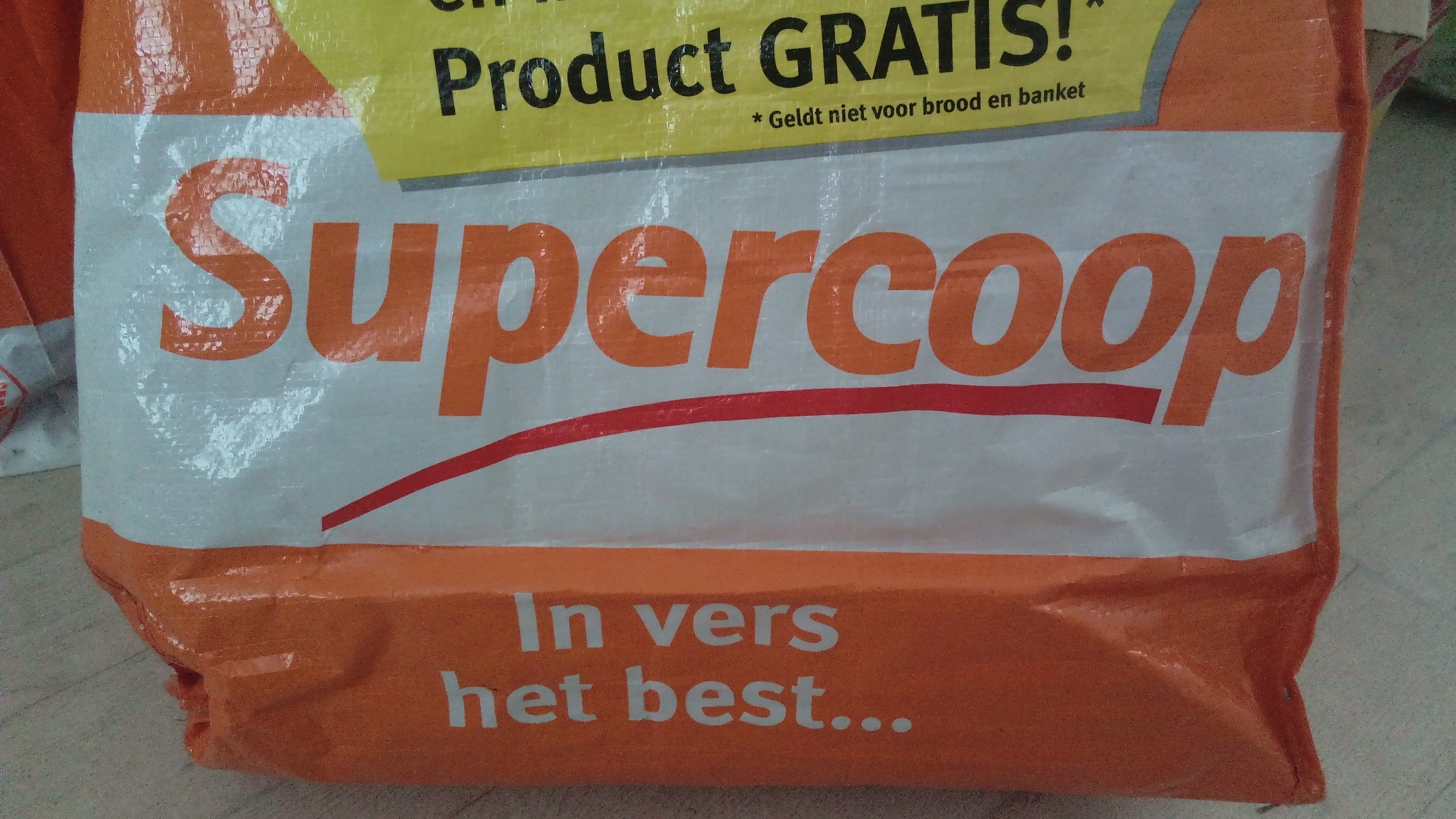
Eine Supercoop-Tüte im Jahr 2020

## Logo und Erscheinungsbild
Während in den 1940er-Jahren noch der Name Coöperatie genutzt wurde, folgte 1950 die Verkürzung auf Coop. In den ersten Coop-Logos wurde abweichend von Co-op gesprochen. Mit Einführung eines neuen Logos im Jahr 1974 griff man nicht nur auf die u. a. in Deutschland gängige Schreibweise zurück, sondern orientierte sich auf mit dem Logo an den deutschen Coop-Konsumgenossenschaften. Von 1985 bis 1994 war ein Logo im Einsatz, dass dem deutschen Logo der Marke Coop glich. Ab 2010 folgte der Einsatz des aktuellen Logos.

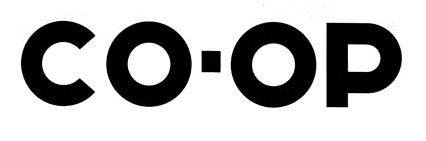
Logo von 1950 bis 1960
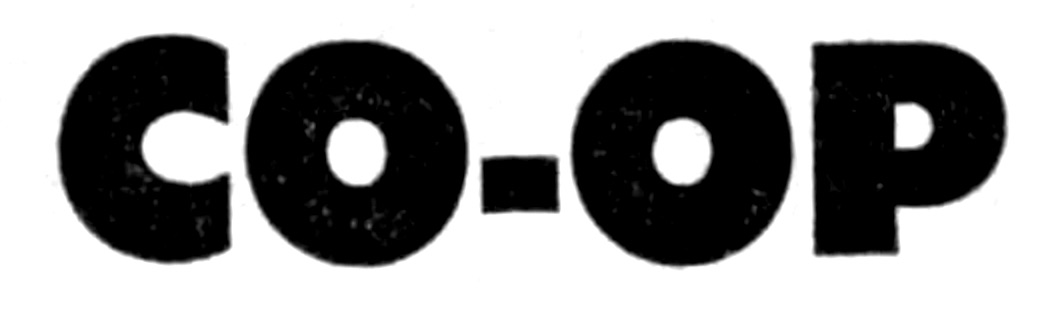
Logo von 1972 bis 1974
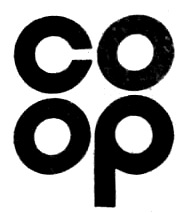
Logo von 1976 bis 1984
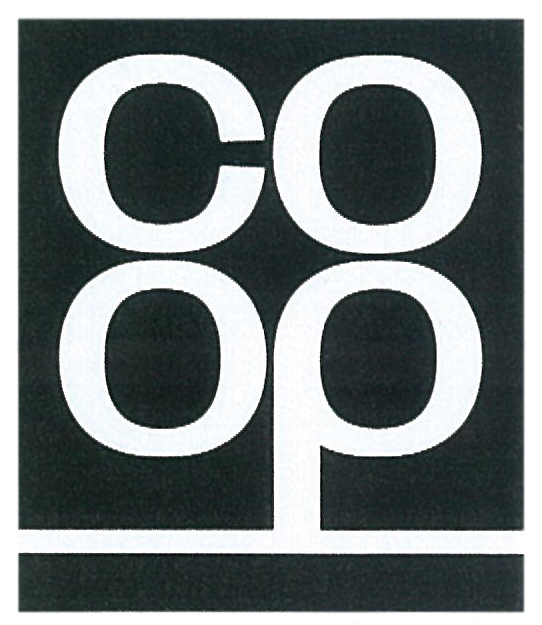
Logo von 1985 bis 1994
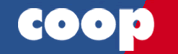
Logo von 1994 bis 2007
Logo seit 2010
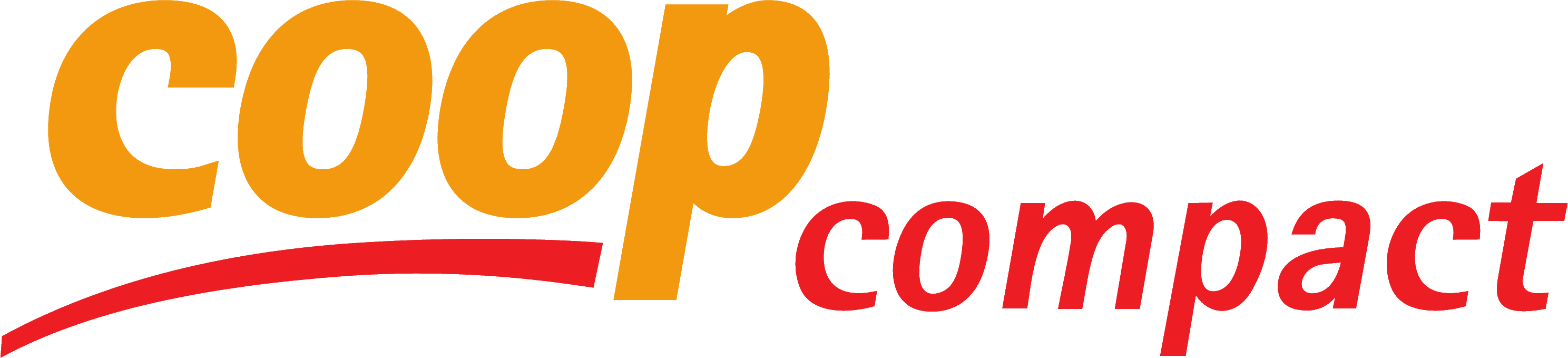
Logo von CoopCompact seit 2010
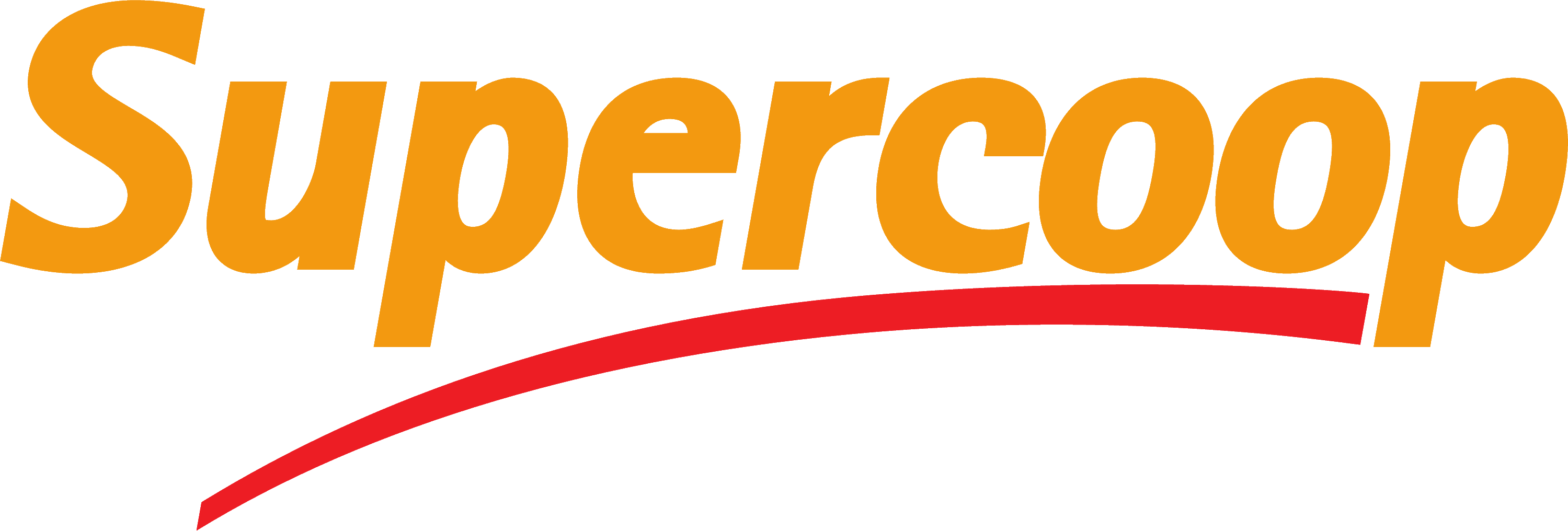
Logo von Supercoop ab 2010